# Ixobrychus involucris
Ixobrychus involucris là một loài chim trong họ Diệc.